# Team New Zealand (NZL 60)
Team New Zealand es el yate con el número de vela distintivo NZL 60 de la Clase Internacional Copa América.
Navega bajo pabellón neozelandés y pertenece al equipo Team New Zealand, del Real Escuadrón de Yates de Nueva Zelanda.
En 2000 ganó la defensa de la 30 edición de la Copa América de Vela, disputada en Auckland (Nueva Zelanda), ante el Luna Rossa italiano. 
Por primera vez en la historia de la Copa América, no había ningún barco de los Estados Unidos en la edición de 2000, y el NZL 60 defendió con éxito el trofeo.

## Datos
- Número de vela: NZL 60
- Nombre: Team New Zealand
- Club: Real Escuadrón de Yates de Nueva Zelanda
- Pabellón: Nueva Zelanda
- Propietario: Team New Zealand
- Constructor:  Cookson Boatbuilders, North Shore, Auckland
- Velas: North Sails
- Mástil/Jarcia: Southern Spars
- Diseño: Laurie Davidson y Clay Oliver
- Patrón: Russell Coutts
- Cañas: Dean Barker y Murray Jones
- Táctico: Brad Butterworth
- Navegante: Tom Schnackenberg
- Tripulación: 16
- Construido: 1999
- Botadura: 1999
- Material del casco: Fibra de carbono, Nomex honeycomb
- Eslora total: 25.80 m
- Eslora parcial: 18.30 m
- Manga: 4,25 m
- Calado: 3.96 m
- Superficie vélica: 325.30 m²
- Desplazamiento: 27.900 tons
- Mástil: 33,50 m
- Rating: IACC

- Datos: Q10946946